# Gesamtdeutscher Block / Bund der Heimatvertriebenen und Entrechteten
Der Gesamtdeutsche Block / Bund der Heimatvertriebenen und Entrechteten (kurz GB/BHE) war eine von 1950 bis 1961 aktive politische Partei in der Bundesrepublik Deutschland. Sie richtete sich an die nach dem Ende des Zweiten Weltkrieges aus ihrer Heimat vertriebenen Deutschen.

## Geschichte
Der Block der Heimatvertriebenen und Entrechteten (BHE) wurde im Januar 1950 von Waldemar Kraft als politische Partei in Schleswig-Holstein gegründet. Schleswig-Holstein war das Bundesland mit dem höchsten Bevölkerungsanteil an Vertriebenen und Flüchtlingen in Westdeutschland, die Partei errang deswegen schon bei der ein halbes Jahr später stattfindenden Landtagswahl 1950 23,4 Prozent. Der BHE war damit nach der SPD zweitstärkste Partei und bildete eine Koalition mit CDU, FDP und DP. Die CDU hatte zwar weniger Stimmen, aber mehr Mandate erhalten und stellte den Ministerpräsidenten. Waldemar Kraft wurde Finanzminister und stellvertretender Ministerpräsident.
Im November 1952 nannte sich der BHE in Gesamtdeutscher Block / Bund der Heimatvertriebenen und Entrechteten um und versuchte damit, breitere Wählerschichten anzusprechen. Bei der Bundestagswahl 1953 erreichte er 5,9 Prozent der Zweitstimmen, zog in den Deutschen Bundestag ein und wurde von Konrad Adenauer an der Regierung beteiligt.

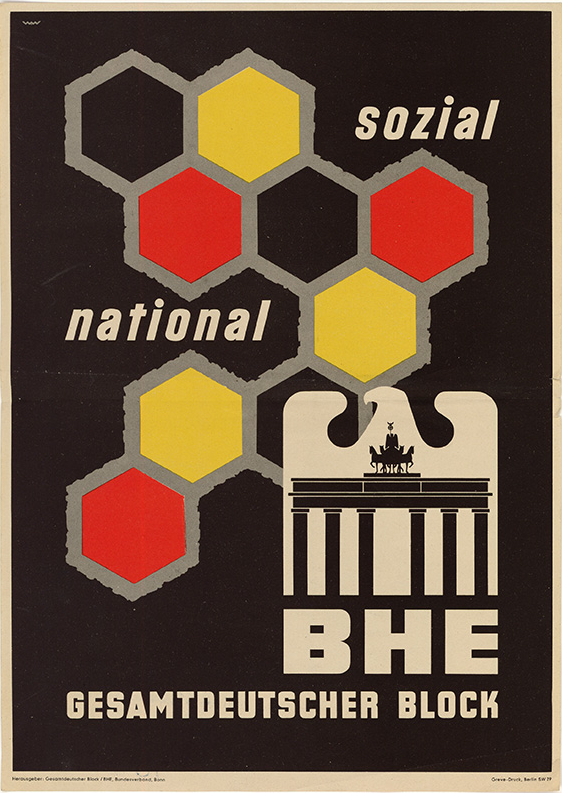
Wahlkampfplakat des GB-BHE bei der Bundestagswahl 1957

Im Kabinett Adenauer II war Kraft zeitweise einer der Bundesminister für besondere Aufgaben, sein Parteikollege Theodor Oberländer Bundesminister für Vertriebene, Flüchtlinge und Kriegsgeschädigte. Nach internen Streitigkeiten, welche vordergründig um die Saar-Frage geführt wurden und auf dem Bundesparteitag 1954 in Bielefeld eskalierten, traten Kraft, seine Vertraute Eva Finckenstein, Theodor Oberländer und weitere Anhänger des Bürgerblock-Flügels (die sogenannte K.O.-Gruppe) 1955 aus der Partei aus und 1956 der CDU bei. Mit dieser Spaltung begann der Niedergang des GB/BHE. Hinzu kam die Furcht vor dem Verfehlen der Fünfprozenthürde, die berechtigt war: Bei der Bundestagswahl 1957 erreichte der BHE lediglich 4,6 Prozent der Zweitstimmen und verfehlte den Wiedereinzug in den Bundestag. Die Notwendigkeit, mit anderen Parteien zu kooperieren, wurde somit zur Überlebensfrage. Beim Bundesparteitag in Bad Hersfeld 1958 wurde die Idee manifest, durch ein Zusammengehen mit FDP oder mit der DP womöglich genügend Stimmen für einen Wiedereinzug in den Bundestag sammeln zu können. Vor der Bundestagswahl 1961 fusionierte die Partei auf Bundesebene mit der Deutschen Partei (DP) zur Gesamtdeutschen Partei (GDP). Im Bundesland Niedersachsen, wo der GB/BHE in der Regierung, die DP hingegen in der Opposition war, wurde die Fusion beider Parteien infolge der erfolglosen Bundestagswahl rückgängig gemacht.

## Politik
Der BHE war eine Klientelpartei der politischen Mitte, welche vorrangig die Interessen der Vertriebenen vertrat. Auf Länderebene war die Partei an Koalitionsregierungen sowohl mit der CDU als auch mit der SPD beteiligt. Sie trug zur Integration der Vertriebenen ins bürgerliche Parteienspektrum der Bundesrepublik bei und verhinderte eine politische Radikalisierung dieser Bevölkerungsgruppe.
Das Parteiprogramm konzentrierte sich anfangs hauptsächlich auf zwei Forderungen: Lebensrecht im Westen und Heimatrecht im Osten. Unter dem ersten Begriff wurden ein gerechter Lastenausgleich und die Wohnungsbauförderung für Vertriebene verstanden. Unter dem „Heimatrecht“ verstand man die Wiederherstellung des Reiches in den Grenzen von 1937 mit friedlichen Mitteln. Die Partei beschwor das Bild des christlichen Abendlands und bezog klar Stellung gegen den Kommunismus.
Der BHE wandte sich auch an die Opfer des Bombenkrieges, Geschädigte der Währungsreform und ehemalige Beamte, welche nach 1945 im Rahmen der Entnazifizierung entlassen worden waren. Der BHE spielte eine zentrale Rolle bei der Beendigung der Entnazifizierung und der beruflichen Wiedereingliederung ehemaliger Nationalsozialisten, welche aufgrund ihrer Vergangenheit berufliche Probleme bekommen hatten. Er war ein Sammelbecken für antikommunistische und revanchistische Kräfte in der jungen Bundesrepublik. In seinen Reihen befanden sich viele ehemalige NSDAP-Mitglieder, darunter auch Kraft und Oberländer. Kraft legte deswegen bereits 1952 Wert auf die Feststellung, dass der BHE die Partei „auch der ehemaligen Nazis, aber nicht derjenigen, die heute noch Nazis sind“ sei.

## Wahlergebnisse

### Bundestagswahlen
| Jahr | Stimmenanzahl | Stimmenanteil | Sitze |
| ---- | ------------- | ------------- | ----- |
| 1953 | 1.616.953     | 5,9 %         | 27    |
| 1957 | 1.374.066     | 4,6 %         | —     |

### Landesparlamentswahlen
| Wahl                                   | Stimmen | Sitze |
| -------------------------------------- | ------- | ----- |
| Landtagswahl in Baden-Württemberg 1952 | 6,3 %   | 6     |
| Landtagswahl in Baden-Württemberg 1956 | 6,3 %   | 7     |
| Landtagswahl in Baden-Württemberg 1960 | 6,6 %   | 7     |

| Wahl                        | Stimmen   | Sitze |
| --------------------------- | --------- | ----- |
| Landtagswahl in Bayern 1950 | 112,3 % 1 | 26    |
| Landtagswahl in Bayern 1954 | 10,2 %    | 19    |
| Landtagswahl in Bayern 1958 | 08,6 %    | 17    |

| Wahl                                      | Stimmen | Sitze |
| ----------------------------------------- | ------- | ----- |
| Wahl zum Abgeordnetenhaus von Berlin 1950 | 2,2 %   | —     |
| Wahl zum Abgeordnetenhaus von Berlin 1954 | 2,6 %   | —     |

| Wahl                             | Stimmen | Sitze |
| -------------------------------- | ------- | ----- |
| Bürgerschaftswahl in Bremen 1951 | 5,6 %   | 2     |
| Bürgerschaftswahl in Bremen 1955 | 2,9 %   | —     |
| Bürgerschaftswahl in Bremen 1959 | 1,9 %   | —     |

| Wahl                        | Stimmen   | Sitze |
| --------------------------- | --------- | ----- |
| Landtagswahl in Hessen 1950 | 231,8 % 2 | 21    |
| Landtagswahl in Hessen 1954 | 07,7 %    | 07    |
| Landtagswahl in Hessen 1958 | 07,4 %    | 07    |

| Wahl                               | Stimmen | Sitze |
| ---------------------------------- | ------- | ----- |
| Landtagswahl in Niedersachsen 1951 | 14,9 %  | 21    |
| Landtagswahl in Niedersachsen 1955 | 11,0 %  | 17    |
| Landtagswahl in Niedersachsen 1959 | 08,3 %  | 13    |

| Wahl                                     | Stimmen | Sitze |
| ---------------------------------------- | ------- | ----- |
| Landtagswahl in Nordrhein-Westfalen 1954 | 4,6 %   | —     |

| Wahl                                    | Stimmen | Sitze |
| --------------------------------------- | ------- | ----- |
| Landtagswahl in Schleswig-Holstein 1950 | 23,4 %  | 15    |
| Landtagswahl in Schleswig-Holstein 1954 | 14,0 %  | 10    |
| Landtagswahl in Schleswig-Holstein 1958 | 06,9 %  | 05    |

## Regierungsbeteiligungen
- Bundesregierung: 20. Oktober 1953 bis 11./12. Juli 1955 in Koalition mit CDU/CSU, DP und FDP im Kabinett Adenauer II. Als Bundesminister für die Angelegenheiten der Vertriebenen (ab 1. Februar 1954: Bundesminister für Vertriebene, Flüchtlinge und Kriegsgeschädigte) Theodor Oberländer (im Juli 1955 Austritt aus dem BHE, danach Gast und ab 20. März 1956 Mitglied der CDU/CSU-Bundestagsfraktion; bekleidete das Amt auch im Kabinett Adenauer III bis zu seinem Rücktritt). Als einer von vier Bundesministern für besondere Aufgaben: Waldemar Kraft (im Juli 1955 Austritt aus dem BHE, danach Gast und ab 20. März 1956 Mitglied der CDU/CSU-Bundestagsfraktion; am 16. Oktober 1956 Ausscheiden aus dem Amt aufgrund einer Kabinettsumbildung)
- Baden-Württemberg: 25. April 1952 bis 30. September 1953 (in Koalition mit FDP/DVP und SPD) und 7. Oktober 1953 bis 23. Juni 1960 (in Koalition mit CDU, SPD und FDP/DVP) als Vertriebenenminister Eduard Fiedler. 7. Juli 1960 bis 18. Januar 1964 als Staatssekretär für Flüchtlingswesen mit Kabinettsrang Josef „Sepp“ Schwarz (Januar 1964 Übertritt zur CDU)
- Bayern: 14. Dezember 1954 bis 8. Oktober 1957 (in Koalition mit SPD, Bayernpartei und FDP) als Arbeitsminister: Walter Stain, 26. Oktober 1957 bis 11. Dezember 1962 (in Koalition mit CSU und FDP) als Arbeitsminister Walter Stain
- Hessen: 19. Januar 1955 bis 29. November 1966 (in Koalition mit SPD) als Landwirtschaftsminister Gustav Hacker, als Wirtschaftsminister (bis 19. Dezember 1962) Gotthard Franke
- Niedersachsen: 18. Juni 1951 bis 26. Mai 1955 (in Koalition mit SPD und Zentrum) als Wirtschaftsminister Hermann Ahrens, Landwirtschaftsminister Friedrich von Kessel, Vertriebenenminister Erich Schellhaus; 26. Mai 1955 bis 19. November 1957 (in Koalition mit DP, CDU und FDP); 12. Mai 1959 bis 12. Juni 1963 (in Koalition mit SPD und FDP) als Vertriebenenminister Erich Schellhaus
- Schleswig-Holstein: 5. September 1950 bis 23. Juni 1951 (in Koalition mit CDU, FDP und DP) als Stellvertretender Ministerpräsident und Finanzminister: Waldemar Kraft, als Minister für Soziales, Arbeit und Flüchtlingswesen Hans-Adolf Asbach; 28. Juli 1951 bis 7. Januar 1963 (in Koalition mit CDU und FDP) als Stellvertretender Ministerpräsident und Finanzminister Waldemar Kraft (bis 30. Oktober 1953), Finanzminister Carl-Anton Schaefer (1958 Übertritt zur CDU), für Soziales und Flüchtlingswesen (bis 21. Oktober 1957) Hans-Adolf Asbach

### Bundesvorsitzende des GB/BHE
| Zeitraum                | Name                 |
| Januar 1950 – Mai 1954  | Waldemar Kraft       |
| Mai 1954 – Februar 1955 | Theodor Oberländer   |
| Februar 1955 – 1958     | Friedrich von Kessel |
| 1958–1961               | Frank Seiboth        |

Seiboth wurde nach der Fusion gemeinsam mit Herbert Schneider gleichberechtigter Vorsitzender der GDP.

### Fraktionsvorsitzende im Bundestag
| Zeitraum  | Name          |
| 1953–1955 | Horst Haasler |
| 1955–1956 | Karl Mocker   |
| 1956–1957 | Erwin Feller  |

Von den Mitgliedern der Partei befanden sich in leitenden Funktionen auch zahlreiche ehemalige Mitglieder der NSDAP, darunter auch verurteilte Kriegsverbrecher.